# 율리우스 카이사르의 암살
로마의 독재관이었던 율리우스 카이사르는 기원전 44년 3월의 이데스(3월 15일)에 로마의 폼페이우스 극장 안에 위치한 폼페이우스 쿠리아에서 원로원 회의 중 한 무리의 원로원 의원들에게 암살당했다. 마르쿠스 유니우스 브루투스, 가이우스 카시우스 롱기누스, 데키무스 유니우스 브루투스 알비누스가 이끄는 60~70명에 달하는 공모자들은 카이사르를 약 23번 찔렀다. 그들은 카이사르의 영구 독재와 그 외 명예를 포함한 평생에 걸친 정치적 권력 축적이 공화주의 전통을 위협한다고 주장하며, 자신들의 행동이 로마 공화국을 선제적으로 방어하기 위한 것이라고 정당화했다.
이 암살은 공화정 제도를 복원하려는 즉각적인 목표를 달성하는 데 실패했다. 대신, 이는 카이사르의 사후 신격화를 촉진했고, 그의 지지자들과 공모자들 사이에 리베라토레스의 내전(기원전 43~42년)을 촉발했으며, 공화정의 붕괴에 기여했다. 이 사건들은 궁극적으로 아우구스투스 아래 로마 제국의 부상으로 이어졌고, 원수정 시대의 시작을 알렸다.

## 원인

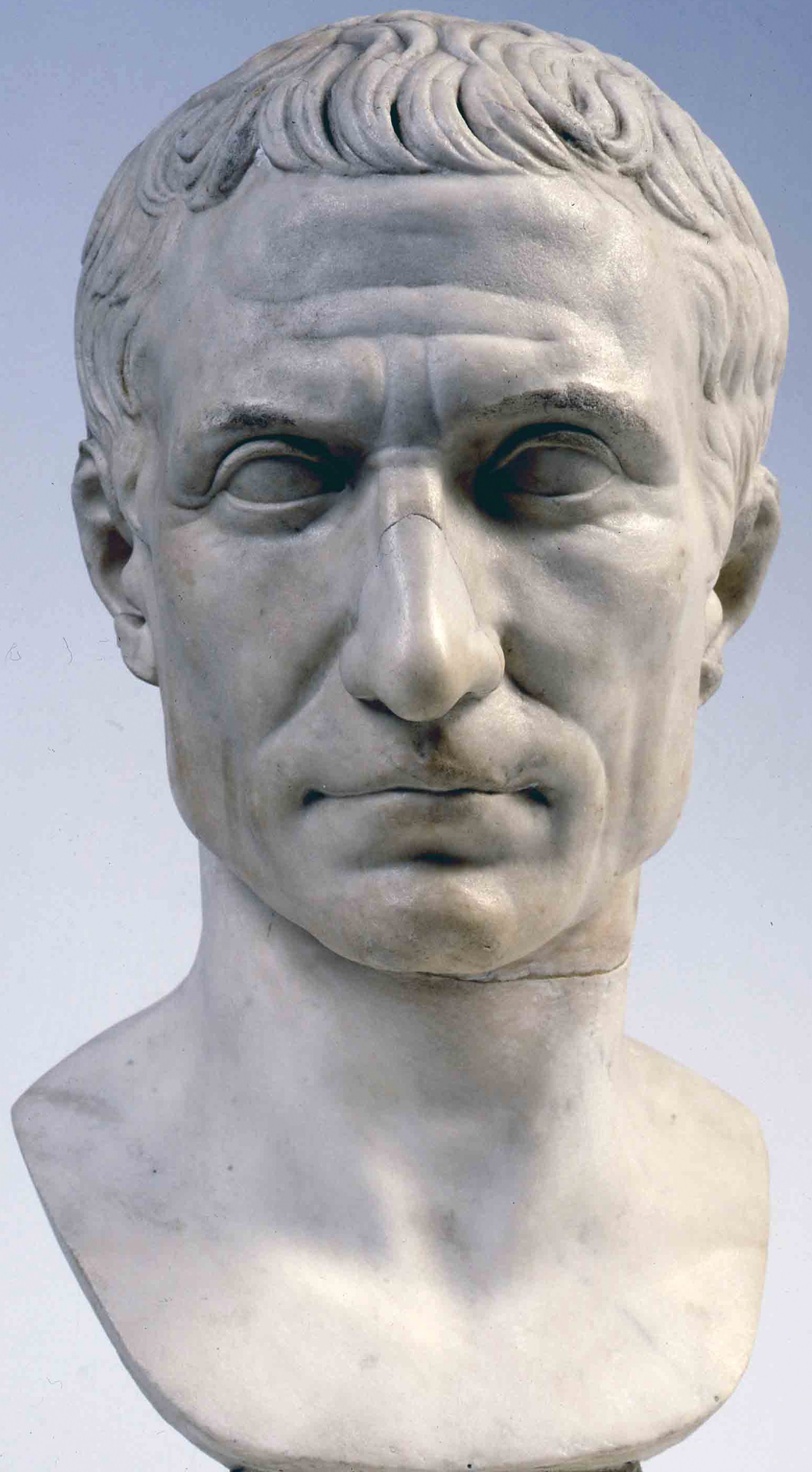
율리우스 카이사르의 흉상으로 추정되는 사후 대리석 초상화, 기원전 44~30년, 피오 클레멘티노 박물관, 바티칸 박물관

카이사르는 8년 동안 갈리아 전쟁에 참전하여 갈리아 지역(대략 현대의 프랑스에 해당)을 완전히 정복했다. 로마 원로원이 카이사르에게 군대를 해산하고 시민으로 귀국하라고 요구하자, 그는 거부하고 군대와 함께 루비콘강을 건너 기원전 49년에 로마를 카이사르의 내전으로 몰아넣었다. 마지막 반대 세력을 물리친 후, 카이사르는 기원전 44년 초 "종신 독재관"(dictator perpetuo)으로 임명되었다. 로마의 역사가 티투스 리비우스는 기원전 45년부터 44년 사이에 일어난 세 가지 사건을 카이사르 암살의 궁극적인 원인으로 설명하는데, 일부 로마인들에게는 "마지막 세 가지 최후의 일격"이었다.
첫 번째 사건은 기원전 45년 3월 또는 기원전 44년 초에 발생했다. 로마 역사가 디오 카시우스에 따르면, 원로원이 카이사르에게 수많은 명예를 부여하기로 투표한 후, 그들은 이를 공식적으로 그에게 수여하기로 결정하고 베누스 게네트릭스 신전으로 원로원 대표단을 이끌고 갔다. 그들이 도착했을 때, 예의상 카이사르는 원로원 의원들을 맞이하기 위해 일어서야 했지만, 그는 일어서지 않았다. 그는 또한 자신에게 주어진 명예가 증가하는 대신 줄어들어야 한다고 말하며 그들의 소식에 농담을 했다. 로마 역사가 수에토니우스는 (거의 150년 후에) 카이사르가 신전에서 일어서지 않은 것은 집정관 루키우스 코르넬리우스 발부스에게 제지되었거나, 일어서야 한다는 제안에 주저했기 때문이라고 썼다. 이유가 무엇이든, 카이사르는 원로원의 선물을 사실상 거부하고 적절한 예의로 대표단의 존재를 인정하지 않음으로써, 더 이상 원로원을 신경 쓰지 않는다는 강한 인상을 주었다.
두 번째 사건은 기원전 44년에 발생했다. 1월의 어느 날, 트리부누스 가이우스 에피디우스 마룰루스와 루키우스 카이세티우스 플라부스는 로마 포룸의 로스트라에 있는 카이사르 동상 머리에서 다이아뎀을 발견했다. 수에토니우스에 따르면, 트리부누스들은 그 월계관이 유피테르와 왕권의 상징이었기 때문에 제거를 명령했다. 누가 다이아뎀을 놓았는지는 아무도 몰랐지만, 카이사르는 트리부누스들이 그것을 제거하는 영광을 누리기 위해 그렇게 보이도록 조작했다고 의심했다. 상황은 얼마 후인 26일에 악화되었는데, 카이사르가 아피아 가도를 따라 로마로 말을 타고 가고 있었다. 군중 중 몇 명이 그를 "왕"(rex)이라고 불렀고, 이에 카이사르는 "나는 렉스가 아니라 카이사르이다"(Non sum Rex, sed Caesar)라고 답했다. 이것은 말장난이었다. "렉스"는 라틴어 칭호뿐만 아니라 가문의 이름이기도 했다. 앞서 언급된 트리부누스인 마룰루스와 플라부스는 이를 재미있어 하지 않았고, "렉스"라고 처음 외친 남자를 체포하라고 명령했다. 이후 원로원 회의에서 카이사르는 트리부누스들이 자신에게 반대 세력을 만들려고 시도했다고 비난하며, 그들을 직위와 원로원 의원직에서 해임했다. 로마의 플레브스는 자신들의 트리부누스를 평민의 대표로 진지하게 여겼다. 카이사르의 트리부누스에 대한 행동은 그를 여론의 나쁜 편에 서게 만들었다.
세 번째 사건은 기원전 44년 2월 15일, 루페르칼리아 축제에서 일어났다. 카이사르와 공동 집정관으로 선출되었던 마르쿠스 안토니우스는 로스트라에 올라와 카이사르의 머리에 다이아뎀을 얹으며 "백성이 나를 통해 당신에게 이것을 바칩니다"라고 말했다. 군중 중 몇몇은 박수를 쳤지만, 대부분은 침묵으로 반응했다. 카이사르는 머리에서 다이아뎀을 벗었고, 안토니우스는 다시 그것을 그에게 얹었지만 군중으로부터 같은 반응을 얻었다. 마침내 카이사르는 그것을 유피테르 옵티무스 막시무스에게 바치는 희생물로 사용하기 위해 치워두었다. "로마인들 중 오직 유피테르만이 왕이다"라고 카이사르가 말하자, 군중으로부터 열렬한 반응이 나왔다. 당시 많은 사람들은 카이사르가 다이아뎀을 거부한 것이 그가 왕이 되는 것에 대한 충분한 지지가 있는지 알아보려는 방법이라고 믿었고, 그 때문에 그를 경멸했다.
수에토니우스에 따르면, 카이사르의 암살은 궁극적으로 그가 로마의 왕이 되기를 원한다는 우려 때문에 주로 발생했다. 이러한 우려는 기원전 45년과 44년에 일어난 "세 가지 최후의 일격"으로 더욱 심화되었다. 불과 몇 달 만에 카이사르는 원로원을 무시하고, 평민 트리부누스들을 해임했으며, 군주제를 가지고 놀았다. 2월이 되면서 그의 암살을 야기한 음모가 시작되고 있었다.

## 음모

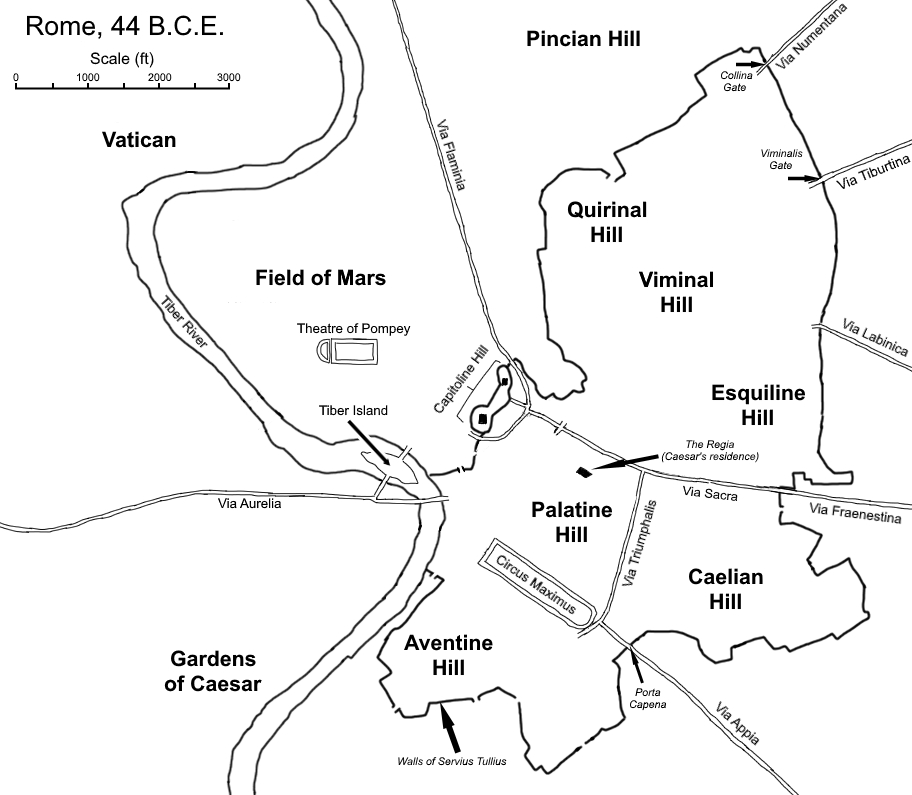
기원전 44년 로마 시

율리우스 카이사르를 암살하려는 음모는 기원전 44년 2월 22일 저녁에 카시우스 롱기누스와 그의 처남 마르쿠스 브루투스 간의 만남에서 시작되었다. 그들은 논의 끝에 카이사르가 로마의 왕이 되는 것을 막기 위해 무언가 조치를 취해야 한다는 데 동의했다.
두 사람은 그 후 다른 사람들을 모집하기 시작했다. 한 사람을 살해하는 데는 한 명이면 충분했지만, 브루투스는 카이사르 암살이 조국을 위한 정당한 폭군 제거로 간주되려면 로마의 많은 지도자들이 참여해야 한다고 믿었다. 그들은 균형을 맞추려고 노력했다. 카이사르를 포위하고 그의 지지자들과 싸울 수 있을 만큼 충분한 사람들을 모집하되, 발각될 위험이 너무 커지지 않도록 너무 많은 사람을 모집하지는 않았다. 그들은 아는 사람보다는 친구를 선호했으며, 무모한 젊은이나 허약한 노인을 모집하지 않았다. 결국, 공모자들은 자신들과 비슷한 40세 전후의 원로원 의원들을 모집했다. 그들은 각 잠재적 모집자를 순진한 질문으로 평가했다. 고대 문헌들은 결국 약 60명에서 80명의 공모자들이 음모에 가담했다고 보고하지만, 후자의 숫자는 필사 오류일 수 있다.
주요 공모자들로는 브루투스가 사람이라면 악이나 어리석은 사람들을 극복하는 데 위험을 감수하는 것이 현명한지 물었을 때 3월 2일에 긍정적으로 대답한 파쿠비우스 라베오가 있다. 라베오와 카시우스의 설득으로 3월 7일에 가담한 데키무스 브루투스, 가이우스 트레보니우스, 틸리우스 킴베르, 미누키우스 바실루스, 그리고 카스카 형제(푸블리우스와 이름이 알려지지 않은 다른 한 명)가 있었는데, 모두 카이사르의 측근이었다. 그리고 카이사르에게 개인적으로 굴욕을 당했던 폰티우스 아퀼라도 있었다. 다마스쿠스의 니콜라우스에 따르면, 공모자들 중에는 카이사르의 병사, 장교, 민간 동료들도 포함되어 있었으며, 일부는 카이사르의 독재에 대한 우려 때문에 음모에 가담했지만, 많은 이들은 카이사르가 자신들에게 충분히 보상하지 않았거나 폼페이우스의 전 지지자들에게 너무 많은 돈을 주었다고 느끼는 질투와 같은 이기적인 동기를 가지고 있었다. 공모자들은 공개적으로 만나지 않고 대신 각자의 집과 소규모 그룹으로 비밀리에 모여 계획을 세웠다.
먼저 공모자들은 두 명의 다른 사람을 음모에 추가하는 것에 대해 논의했다. 유명한 웅변가인 키케로는 카시우스와 브루투스 모두에게 신뢰를 받았으며, 카이사르의 통치가 억압적이라고 생각한다는 것을 숨기지 않았다. 그는 또한 일반 대중에게 큰 인기를 누렸고 넓은 친구 네트워크를 가지고 있었는데, 이는 다른 사람들을 그들의 대의에 끌어들이는 데 도움이 될 것이었다. 그러나 공모자들은 키케로가 너무 신중하다고 생각했다. 당시 키케로는 60세가 넘었고, 공모자들은 그가 암살을 계획할 때 속도보다 안전을 우선시할 가능성이 높다고 생각했다. 다음으로 공모자들은 39세의 마르쿠스 안토니우스를 고려했는데, 그는 카이사르의 최고의 장군 중 한 명이었다. 공모자들은 가이우스 트레보니우스가 말하기 전까지 그를 모집하려고 동의했다. 트레보니우스는 자신이 지난 여름 안토니우스에게 직접 접근하여 카이사르의 생명을 끝내려는 다른 음모에 가담하도록 요청했지만, 안토니우스가 거절했다고 밝혔다. 이전 음모에 대한 이러한 거절로 인해 공모자들은 안토니우스를 모집하지 않기로 결정했다.
그러나 이제 새로운 아이디어가 떠올랐다. 안토니우스는 병사들과의 친밀함 때문에 강했고, 집정관직 때문에 강력했다. 만약 안토니우스가 그들과 합류하지 않는다면, 그들은 안토니우스도 암살해야 할 것이다. 그가 음모를 방해할 수도 있기 때문이다. 결국, 이 아이디어는 확장되어 공모자들을 두 파벌로 나누었다. "최고의 남자들"인 로마의 옵티마테스는 공모자들 사이에서 카이사르 이전의 상태로 돌아가기를 원했다. 이것은 안토니우스를 포함한 카이사르 주변의 모든 사람들을 죽이고, 카이사르의 개혁을 되돌리는 것을 의미했다. 공모자들 중 카이사르의 전 지지자들은 이에 동의하지 않았다. 그들은 카이사르의 개혁을 좋아했고, 카이사르 지지자들의 숙청을 원치 않았다. 그러나 그들조차도 안토니우스를 죽이는 데 동의했다.
브루투스는 두 가지 의견 모두에 동의하지 않았다. 그는 카이사르만 죽이고 다른 어떤 것도 하지 않는 것이 자신들이 선택해야 할 방안이라고 주장했다. 그는 공모자들이 법과 정의의 원칙에 따라 행동한다고 주장했지만, 안토니우스를 죽이는 것은 부당할 것이라고 그들에게 말했다. 카이사르의 암살은 폭군 살해로 여겨지겠지만, 그의 지지자들을 죽이는 것은 정치적인 숙청이자 폼페이우스의 전 지지자들의 소행으로만 보일 것이라는 것이다. 카이사르의 개혁을 그대로 유지함으로써, 그들은 카이사르를 개혁가로서가 아닌 왕으로서 반대한다고 믿었던 로마인들의 지지와 카이사르의 병사들 및 다른 지지자들의 지지를 모두 유지할 수 있을 것이라고 말했다. 그의 주장은 다른 공모자들을 설득했다. 그들은 카이사르 암살 계획을 세우기 시작했다.
공모자들은 카이사르를 어떻게, 어디서 암살하느냐가 중요하다고 믿었다. 외딴 지역에서의 기습은 로마 한복판에서의 암살과는 여론에 미치는 영향이 다를 것이었다. 공모자들은 암살을 위한 여러 가지 아이디어를 내놓았다. 그들은 카이사르가 "신성한 길"인 비아 사크라를 걷고 있을 때 공격하는 것을 고려했다. 다른 아이디어는 새 집정관 선거 중에 그를 공격하는 것을 기다리는 것이었다. 공모자들은 카이사르가 선거 절차의 일부로 모든 유권자가 건너는 다리를 건너기 시작할 때까지 기다렸다가, 그를 난간 너머 물속으로 넘어뜨릴 계획이었다. 칼을 빼든 공모자들이 물속에서 카이사르를 기다리고 있을 것이었다. 또 다른 계획은 검투사 경기에서 공격하는 것이었는데, 이는 무장한 사람들에 대해 아무도 의심하지 않을 것이라는 장점이 있었다.
마침내 누군가가 원로원 회의 중 하나에서 카이사르를 암살하자는 아이디어를 제안했다. 다른 모든 계획에는 한 가지 단점이 있었다. 카이사르에게 공식적인 경호원은 없었지만, 그는 친구들에게 대중 앞에서 자신을 보호해 달라고 요청했다. 이 친구들 대부분은 위협적이고 위험해 보였으며, 공모자들은 그들이 암살을 방해할까 두려워했다. 여기서는 이런 문제가 발생하지 않을 것이었는데, 원로원 의사당에는 원로원 의원들만 들어갈 수 있었기 때문이다. 일부는 또한 원로원 앞에서 폭군을 살해하는 것은 정치적 음모가 아니라 조국을 위한 고귀한 행동으로 간주될 것이라고 말했다. 공모자들은 궁극적으로 이를 선택된 계획으로 결정했다. 카이사르는 3월 18일에 게타이족과 파르티아인에 대한 군사 작전을 시작하기 위해 도시를 떠날 예정이었다. 그 날짜 이전의 마지막 원로원 회의는 3월 15일, 즉 3월의 이데스였고, 그래서 공모자들은 이날을 암살 날짜로 선택했다.
이데스에 이르는 며칠 동안, 카이사르가 계획된 일을 전혀 모르고 있었던 것은 아니었다. 고대 역사가 플루타르코스에 따르면, 점쟁이가 카이사르에게 3월 이데스 이전에 그의 생명이 위험에 처할 것이라고 경고했다. 로마의 전기 작가 수에토니우스는 이 점쟁이가 스푸린나라는 이름의 하라스펙스라고 밝혔다. 또한 3월 1일, 카이사르는 원로원 의사당에서 카시우스가 브루투스와 이야기하는 것을 보고 한 보좌관에게 "카시우스가 무슨 짓을 꾸미고 있다고 생각하나? 나는 그가 마음에 들지 않아, 얼굴이 창백하군"이라고 말했다.
암살 이틀 전, 카시우스는 공모자들과 만나 계획이 발각되면 스스로 칼을 찔러야 한다고 말했다.

### 3월의 이데스

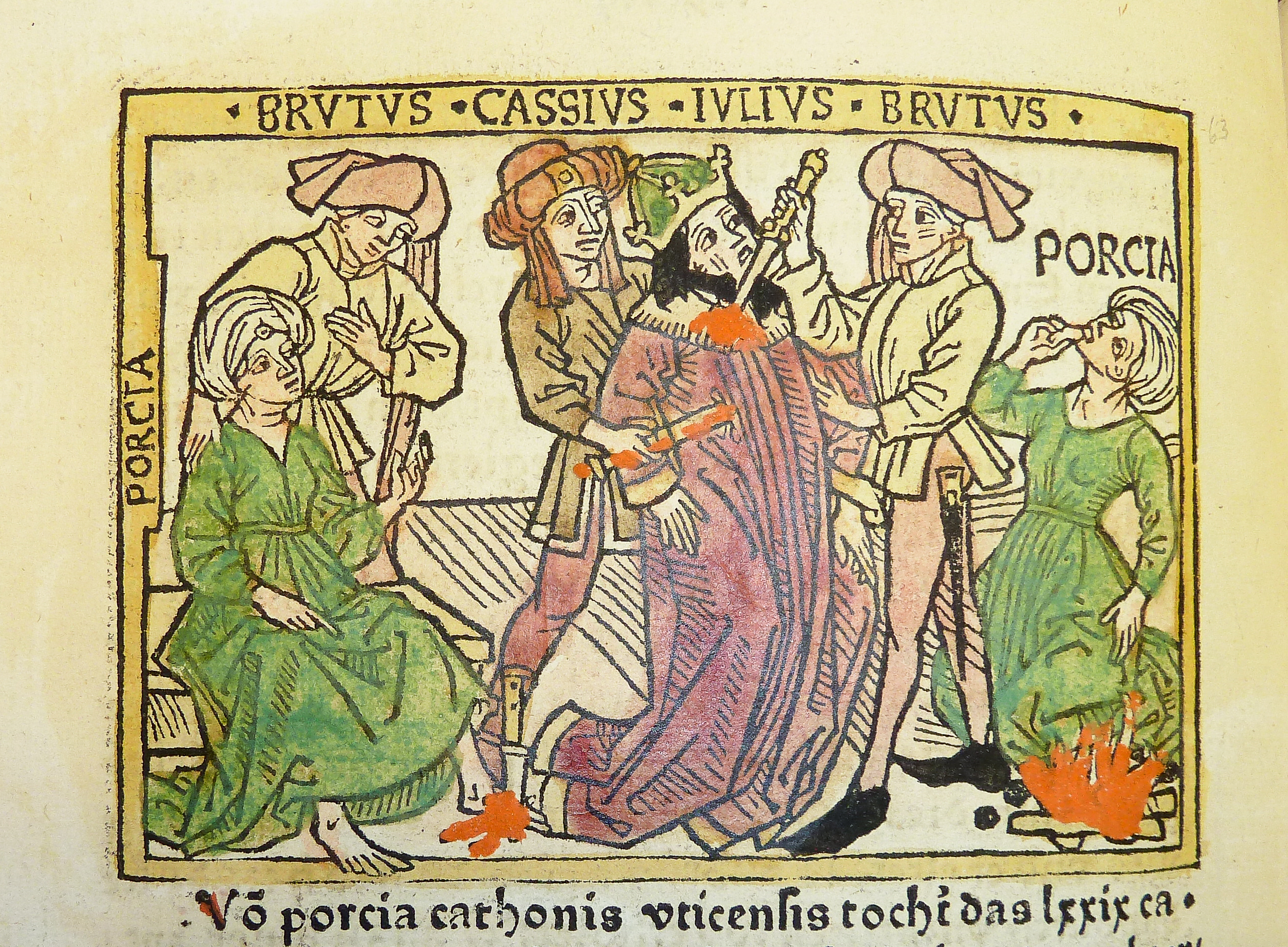
요한 차이너의 시대착오적 목판화 사본 삽화, c. 1474년

기원전 44년 3월의 이데스에 공모자들과 비공모자들은 폼페이우스 극장 안에 위치한 폼페이우스 원로원 의사당에서 원로원 회의를 위해 모였다. 보통 원로원 의원들은 로마 포룸에서 회의를 했지만, 카이사르가 포룸 재건축을 후원하고 있었기 때문에 원로원 의원들은 로마 전역의 다른 장소에서 회의를 했고, 이곳은 그중 하나였다. 극장에서는 검투사 경기가 진행 중이었고, 검투사 회사를 소유하고 있던 데키무스 브루투스는 검투사들을 폼페이우스 극장 안에 있는 폼페이우스 포르티코에 배치했다. 검투사들은 공모자들에게 유용할 수 있었다. 카이사르를 보호하기 위해 싸움이 벌어지면 검투사들이 개입할 수 있었고, 카이사르가 살해되었지만 공모자들이 공격받을 경우 검투사들이 그들을 보호할 수 있었으며, 포르티코를 통하지 않고는 원로원 의사당에 들어갈 수 없었기 때문에 필요하다면 검투사들이 양쪽 모두의 입장을 막을 수 있었다.
원로원 의원들은 카이사르의 도착을 기다렸지만 그는 오지 않았다. 그 이유는 그날 아침 일찍 카이사르의 아내인 칼푸르니아가 악몽에서 깨어났기 때문이다. 그녀는 살해된 카이사르를 품에 안고 애도하는 꿈을 꾸었다. 다른 버전에서는 칼푸르니아가 자신들의 집 앞 박공이 무너지고 카이사르가 죽는 꿈을 꾸었고, 또 다른 버전에서는 카이사르의 몸에서 피가 솟구치는 꿈을 꾸었다고 한다. 칼푸르니아는 카이사르의 생명에 큰 위험이 닥칠 것이라는 스푸린나의 경고를 들었을 것이 분명하며, 이는 그녀의 환상을 설명하는 데 도움이 된다. 새벽 5시경, 칼푸르니아는 카이사르에게 그날 원로원 회의에 가지 말아달라고 간청했다. 잠시 망설인 후, 카이사르는 동의했다. 미신을 믿지는 않았지만, 그는 스푸린나와 칼푸르니아가 로마 정치에 관여하고 있다는 것을 알고 조심하기로 결정했다. 카이사르는 마르쿠스 안토니우스를 보내 원로원을 해산시켰다. 공모자들이 이 해산 소식을 듣자, 데키무스는 카이사르의 집으로 가서 그를 설득하여 원로원 회의에 오도록 했다. "카이사르, 무슨 말을 하는가?" 데키무스가 말했다. "당신 같은 사람이 여자의 꿈과 어리석은 자들의 징조에 신경을 쓸 것인가?" 카이사르는 결국 가기로 결정했다.
카이사르가 원로원 의사당으로 걸어가던 중 스푸린나를 보았다. "음, 3월의 이데스가 왔군!" 카이사르가 장난스럽게 외쳤다. "네, 이데스가 왔습니다," 스푸린나가 말했다, "하지만 아직 가지는 않았습니다." 마르쿠스 안토니우스는 카이사르와 함께 들어가려 했지만, 공모자 중 한 명(트레보니우스 또는 데키무스 브루투스)에게 제지당해 밖에 남아 있었다. 그는 암살 후까지 그곳에 머물다가 도망쳤다.
플루타르코스에 따르면, 카이사르가 자리에 앉자 루키우스 틸리우스 킴베르는 그에게 추방된 동생을 소환해 달라는 청원서를 제출했다. 다른 공모자들이 지지를 표명하기 위해 주위에 모여들었다. 플루타르코스와 수에토니우스 모두 카이사르가 그를 손짓으로 물리쳤지만, 킴베르는 카이사르의 어깨를 잡고 카이사르의 토가를 끌어내렸다고 말한다. 그러자 카이사르는 킴베르에게 "이건 폭력이다!"(Ista quidem vis est!)라고 외쳤다. 동시에 카스카는 단검을 꺼내 독재자의 목을 스치듯 찔렀다. 카이사르는 재빨리 몸을 돌려 카스카의 팔을 잡았다. 플루타르코스에 따르면, 그는 라틴어로 "카스카, 이 악당, 뭘 하는 거야?"라고 말했다. 겁에 질린 카스카는 동시에 "형제여! 도와줘!"(고대 그리스어: ἀδελφέ, βοήθει)라고 외쳤다. 카이사르는 카스카를 격렬하게 내던질 수 있었지만, 가이우스 세르빌리우스 카스카가 그의 옆구리를 찔렀다. 순식간에 카이사르는 사방에서 공격을 받았고, 카시우스는 카이사르의 얼굴을 베고, 부킬리아누스는 등을 찌르고, 데키무스는 허벅지를 베었다. 카이사르는 도망치려 했지만, 피에 눈이 멀어 발을 헛디뎌 넘어졌다. 그가 포르티코의 낮은 계단에 무방비 상태로 쓰러져 있는 동안에도 그들은 계속해서 그를 찔렀다. 로마의 역사가 에우트로피우스에 따르면, 약 60명 이상의 사람들이 암살에 참여했다. 카이사르는 23번이나 찔렸다. 수에토니우스는 카이사르의 시신을 부검한 의사가 단 한 군데의 상처(갈비뼈의 두 번째 상처)만이 치명적이었다고 밝혔다고 전한다. 이 부검 보고서(역사상 가장 초기에 알려진 사후 보고서)는 카이사르의 사망이 주로 칼에 찔린 상처로 인한 실혈 때문이었다고 설명한다.
카이사르는 폼페이우스 극장에 딸린 폼페이우스 쿠리아에 있는 폼페이우스 대제의 동상 기단에서 살해되었다.
카이사르의 마지막 말은 학자들과 역사가들 사이에서 논쟁의 여지가 있는 주제이다. 디오 카시우스와 수에토니우스 모두 그가 아무 말도 하지 않았다고 진술하지만, 둘 다 다른 사람들이 카이사르의 마지막 말이 그리스어 문구 "καὶ σύ, τέκνον;" (영어로 "너도, 아이야?"로 음역됨: "Kai su, teknon?")라고 썼다고 언급한다. 플루타르코스 또한 카이사르가 아무 말도 하지 않고, 공모자들 사이에서 브루투스를 보았을 때 토가를 머리 위로 끌어올렸다고 보고한다. 플루타르코스에 따르면, 암살 후 브루투스는 공모에 참여하지 않은 동료 원로원 의원들에게 무언가를 말하려는 듯 앞으로 나섰지만, 그들은 건물에서 도망쳤다. 브루투스와 그의 동료들은 그 후 도시를 행진하며 "로마 시민 여러분, 우리는 다시 자유가 되었습니다!"라고 선언했다. 그들은 침묵에 직면했는데, 로마 시민들은 무슨 일이 일어났다는 소문이 퍼지자마자 집안에 몸을 숨겼기 때문이다. 수에토니우스에 따르면, 살해 후 모든 공모자들이 도망쳤고, 카이사르의 시신은 한동안 아무도 손대지 않은 채 방치되어 있다가, 마침내 세 명의 노예가 그를 들것에 싣고 집으로 옮겼는데, 한쪽 팔이 축 늘어져 있었다.

## 선행 사건
베르길리우스는 게오르기카에서 카이사르의 암살 이전에 여러 특이한 사건들이 일어났다고 기록했다. 이는 고대 로마인들의 징조에 대한 믿음의 맥락에서 읽어야 한다.
누가 태양이 거짓이라고 감히 말하겠는가? 태양은 다른 어떤 것도 아닌 우리에게 어두운 반란이 다가오고, 배신과 숨겨진 전쟁이 힘을 모을 때 경고한다. 태양만이 카이사르가 죽던 날 로마를 불쌍히 여겨 빛을 우울과 어둠으로 가리고, 불경한 시대는 영원한 밤을 두려워했다. 그러나 이 순간에도 대지와 대양의 평야, 불길한 개들과 불운을 예고하는 새들은 재앙을 알리는 징조를 보냈다. 에트나가 얼마나 자주 사이클롭스의 들판을 터져 나온 용광로에서 쏟아지는 급류로 덮쳐 불덩이와 녹은 바위를 던졌던가. 독일은 하늘을 가로지르는 전투 소음을 들었고, 전례 없이 알프스는 지진으로 흔들렸다. 침묵하는 숲 사이로 모든 사람이 들을 수 있도록 귀청을 찢는 목소리가 울려 퍼졌고, 떨어지는 어둠 속에서 세상에 존재하지 않는 창백한 유령들이 보였다. 말로 다 할 수 없는 공포 속에서 짐승들은 인간의 말을 했고, 강물은 멈추고 대지는 갈라졌으며, 신전에서는 상아상들이 슬픔으로 울고 청동상들은 땀방울로 뒤덮였다. 수로의 왕인 포강은 미친 듯한 물결에 휩쓸려 숲을 쓸어내리고 평야 위로 가축과 외양간을 모두 실어 날랐다. 그리고 그 순간에도 불길한 창자에서는 불길한 섬유가 계속 나타나고 우물에서는 피가 흐르며 우리 산악 도시에서는 밤새도록 늑대 울음소리가 울려 퍼지는 일이 끊이지 않았다. 맑은 하늘에서 번개가 더 많이 떨어지거나 혜성의 불안한 섬광이 더 자주 보인 적은 없었다.

## 여파

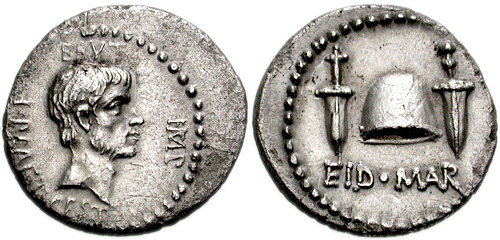
기원전 43~42년에 주조된 브루투스 (앞면)를 묘사한 데나리우스인 3월의 이데스 주화. 뒷면에는 두 자루의 단검 사이에 필레우스가 있고, 암살을 기념하는 EID MAR(Eidibus Martiis – 3월의 이데스에)이라는 전설이 새겨져 있다.

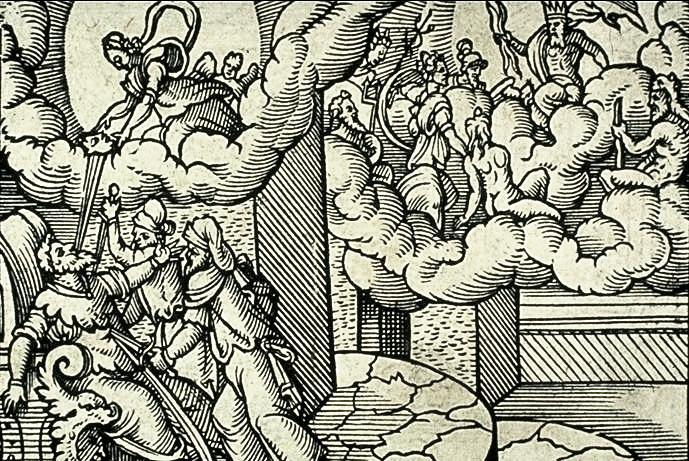
율리우스 카이사르의 신격화, 16세기 베르길리우스 솔리스의 동판화로 오비디우스의 카이사르 신격화 구절(변신 이야기 15.745–850)을 묘사함

포룸에는 23개의 칼자국이 있는 카이사르의 밀랍상이 세워졌다. 그곳에 모인 군중은 암살자들에 대한 분노를 원로원 의사당을 불태움으로써 표출했다. 암살 이틀 후, 마르쿠스 안토니우스는 원로원을 소집하여 암살자들이 자신들의 행동에 대해 처벌받지 않지만, 카이사르의 모든 임명은 유효하다는 타협안을 마련했다. 이렇게 함으로써 안토니우스는 카이사르의 죽음으로 인해 정부에 큰 균열이 생기는 것을 피하고자 했을 가능성이 높다. 동시에 안토니우스는 공모자들의 목표를 약화시켰다. 암살자들이 예상치 못한 결과는 카이사르의 죽음이 로마 공화정의 종말을 촉진했다는 것이었다. 카이사르에게 인기가 많았던 로마의 하층민들은 소수의 귀족 집단이 카이사르를 희생시켰다는 사실에 격분했다. 안토니우스는 로마 폭도의 슬픔을 이용하여 그들을 옵티마테스에게 풀어놓겠다고 위협했는데, 아마도 로마를 직접 장악하려는 의도였을 것이다. 그러나 그의 놀랍고도 실망스러운 점은 카이사르가 자신의 조카 가이우스 옥타비우스를 유일한 상속자로 지명하여, 그에게 막강한 카이사르의 이름뿐만 아니라 공화국에서 가장 부유한 시민 중 한 명이 되게 했다는 것이다. 양아버지가 죽었다는 소식을 듣자, 옥타비우스는 아폴로니아에서 학업을 중단하고 아드리아해를 건너 브룬디시움으로 항해했다. 옥타비우스는 위대한 카이사르의 아들인 가이우스 율리우스 카이사르 옥타비아누스 또는 옥타비아누스가 되었고, 결과적으로 로마 시민들 대다수의 충성심을 물려받았다. 카이사르 사망 당시 겨우 18세였던 옥타비아누스는 상당한 정치적 수완을 보였고, 안토니우스가 새로운 내전의 첫 라운드에서 데키무스 브루투스와 싸우는 동안 옥타비아누스는 자신의 불안정한 입지를 굳혔다. 안토니우스는 처음에는 옥타비우스를 그의 어린 나이와 경험 부족 때문에 진정한 정치적 위협으로 여기지 않았지만, 옥타비우스는 빠르게 카이사르의 친구들과 지지자들의 지지와 존경을 얻었다.
그리스에서 거대한 군대를 모으고 있던 브루투스와 카시우스에 대항하기 위해 안토니우스는 병력, 카이사르의 군자금, 그리고 그들에 대한 어떤 행동이든 정당성을 부여할 카이사르의 이름이 필요했다. 기원전 43년 11월 27일 렉스 티티아가 통과되면서, 제2차 삼두정치가 공식적으로 결성되었는데, 이는 안토니우스, 옥타비아누스, 그리고 카이사르의 마케르 오브 호스인 레피두스로 구성되었다. 기원전 42년에 카이사르를 공식적으로 신격화하여 디부스 율리우스로 만들었으며, 이후 카이사르 옥타비아누스는 디비 필리우스("신성한 자의 아들")가 되었다. 카이사르의 관용이 그의 살해로 이어졌음을 보고, 제2차 삼두정치는 술라 이후 폐지되었던 프로스크립티오를 다시 도입했다. 그들은 브루투스와 카시우스에 대항하는 두 번째 내전에서 자신들의 45개 군단을 유지하기 위해 수많은 반대자들을 법적으로 승인된 살해에 가담했다. 안토니우스와 옥타비아누스는 필리피에서 그들을 물리쳤다.
제2차 삼두정치는 결국 불안정했으며 내부의 질투와 야망을 견뎌내지 못했다. 안토니우스는 옥타비아누스를 몹시 싫어하여 대부분의 시간을 동방에서 보냈고, 레피두스는 안토니우스를 선호했지만 두 동료에게 가려져 자신을 흐릿하게 느꼈다. 섹스투스 폼페이우스가 이끈 시칠리아 반란 이후, 레피두스와 옥타비아누스 사이에 토지 분배에 대한 분쟁이 발생했다. 옥타비아누스는 레피두스가 시칠리아에서 권력을 찬탈하고 반란을 시도했다고 비난했으며, 기원전 36년에 레피두스는 치르체이로 망명하고 폰티펙스 막시무스 직을 제외한 모든 직위에서 박탈당했다. 그의 이전 속주들은 옥타비아누스에게 주어졌다. 한편, 안토니우스는 카이사르의 연인이었던 클레오파트라와 결혼하여, 엄청나게 부유한 이집트를 로마를 지배하기 위한 거점으로 삼을 계획이었다. 이후 옥타비아누스와 안토니우스 및 클레오파트라 사이에 세 번째 내전이 발발했다. 이 마지막 내전은 기원전 31년 악티움에서의 후자의 패배로 절정에 달했으며, 옥타비아누스의 군대는 안토니우스와 클레오파트라를 알렉산드리아까지 추격하여 그들은 기원전 30년에 모두 자살했다. 안토니우스의 완전한 패배와 레피두스의 주변화로 인해, 옥타비아누스는 기원전 27년에 신성한 존재의 지위로 그를 격상시키는 "아우구스투스"라는 칭호를 받게 되었고, 로마 세계의 유일한 지배자로 남아 원수정을 최초의 로마 "황제"로서 수립했다.

## 공모자 목록

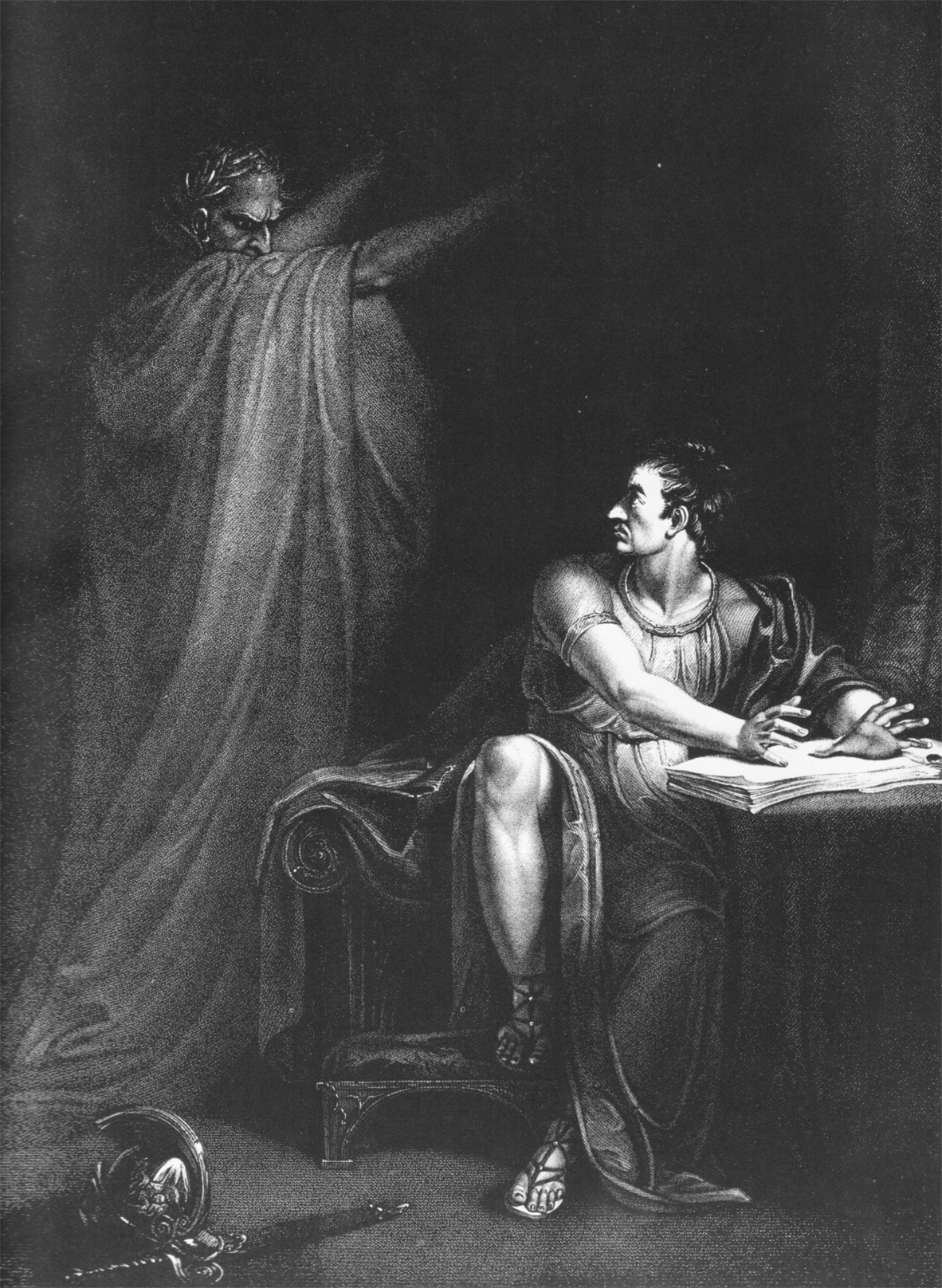
브루투스와 카이사르의 유령 (1802), 에드워드 스크리븐이 리처드 웨스톨의 그림을 바탕으로 만든 동판화, 셰익스피어의 줄리어스 시저 4막 3장 삽화

모든 공모자들 중 약 20명 정도의 이름만 알려져 있다. 이름이 남아 있는 사람들 중 일부에 대해서는 알려진 바가 없다. 알려진 인물은 다음과 같다(주요 인물은 굵은 글씨로 표시).
- 마르쿠스 유니우스 브루투스, 전 폼페이우스파,[82] 카이사르에게 다섯 번째이자 마지막으로 사타구니에 상처를 입힌 암살자
- 가이우스 카시우스 롱기누스, 전 폼페이우스파,[82] 카이사르의 얼굴을 가격한 두 번째 암살자
- 데키무스 유니우스 브루투스 알비누스, 전 카이사르파,[83] 카이사르에게 상처를 입힌 네 번째 암살자(허벅지를 찔렀다)
- 가이우스 트레보니우스, 전 카이사르파,[83] 공격에 직접 참여하지 않고 카이사르가 칼에 찔리는 동안 마르쿠스 안토니우스를 폼페이우스 극장 밖에 붙잡아 두었다.[84]
- 틸리우스 킴베르, 전 카이사르파,[83] 공격을 위한 무대를 마련한 책임자
- 푸블리우스 세르빌리우스 카스카 롱구스, 전 카이사르파,[83] 카이사르의 어깨에 첫 칼을 꽂은 책임자
- 세르비우스 술피키우스 갈바, 전 카이사르파[83]
- 세르빌리우스 카스카, 전 카이사르파,[83] 푸블리우스 카스카의 형제이자 카이사르를 공격한 세 번째 암살자, 그리고 카이사르에게 치명적인 상처를 입힌 유일한 암살자(갈비뼈 사이를 찔렀다)
- 폰티우스 아퀼라, 전 폼페이우스파[82]
- 퀸투스 리가리우스, 전 폼페이우스파[82]
- 루키우스 미누키우스 바실루스, 전 카이사르파[83]
- 가이우스 카시우스 파르멘시스[85]
- 카이킬리우스, 전 폼페이우스파[82]
- 부킬리아누스, 전 폼페이우스파, 카이킬리우스의 형제[82]
- 루브리우스 루가, 전 폼페이우스파[82]
- 마르쿠스 스푸리우스, 전 폼페이우스파[82]
- 푸블리우스 섹스티우스 나소, 전 폼페이우스파[82]
- 페트로니우스[85]
- 푸블리우스 투룰리우스[85]
- 파쿠비우스 라베오[85]

키케로는 음모에 가담하지 않았고 이에 놀랐다. 그는 나중에 공모자 트레보니우스에게 자신이 "그 멋진 연회에 초대받았으면" 좋았을 것이며, 공모자들이 마르쿠스 안토니우스도 죽였어야 했다고 썼다.

## 갤러리

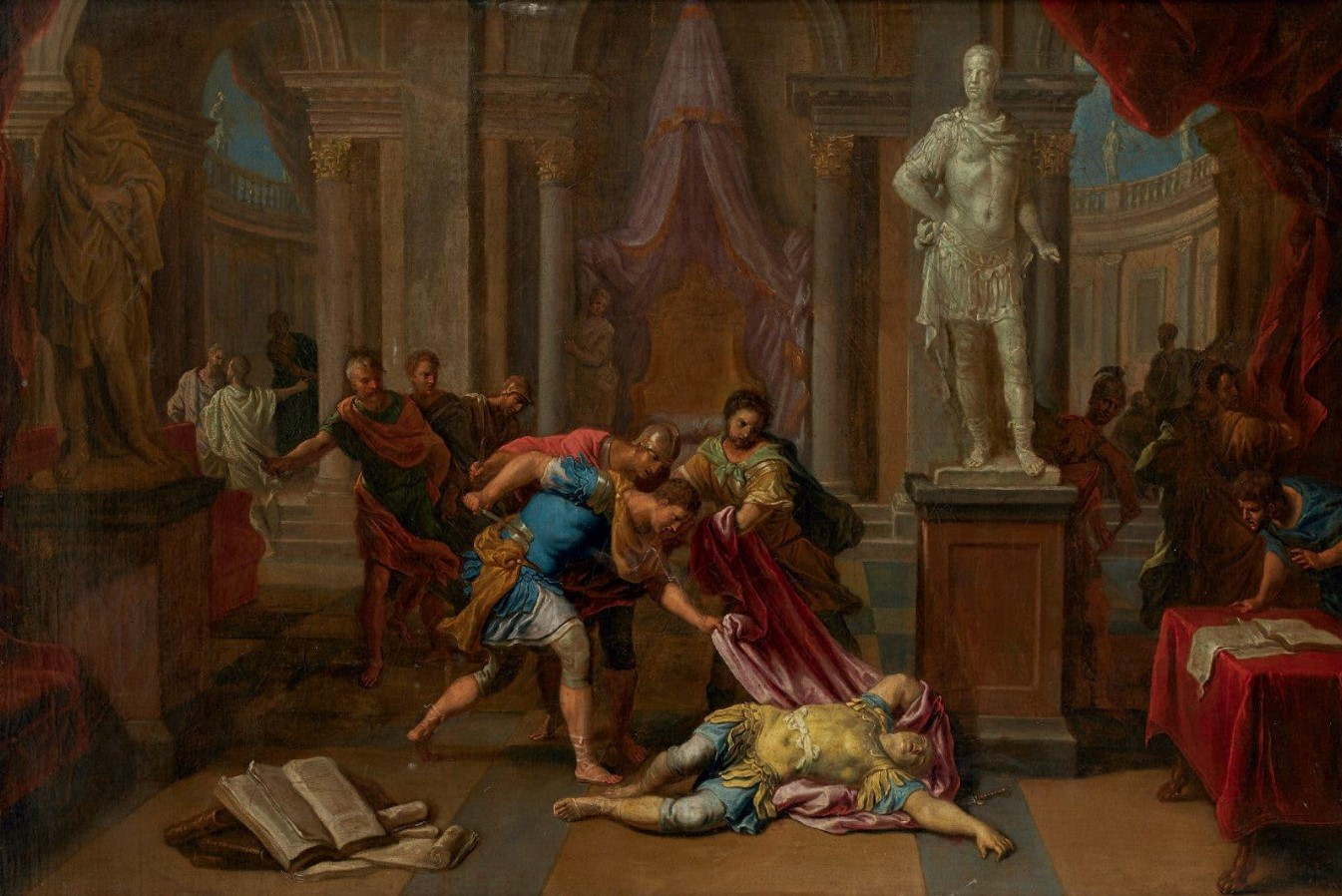
빅토르 오노레 얀센스의 카이사르의 죽음, c. 1690년대
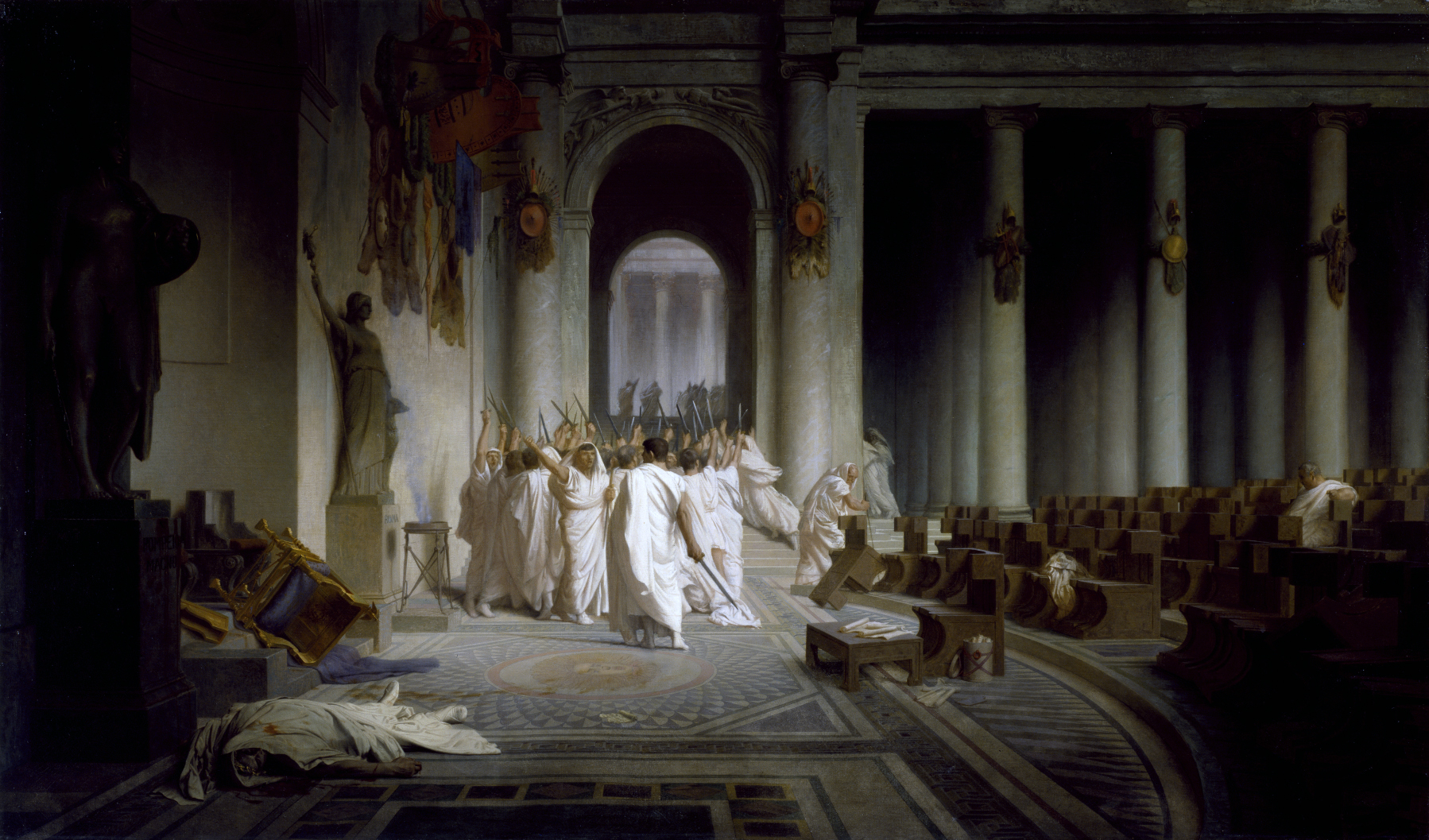
장레옹 제롬의 카이사르의 죽음, c. 1859–1867년, 전경에 버려진 카이사르의 시신과 함께 공격 후의 모습
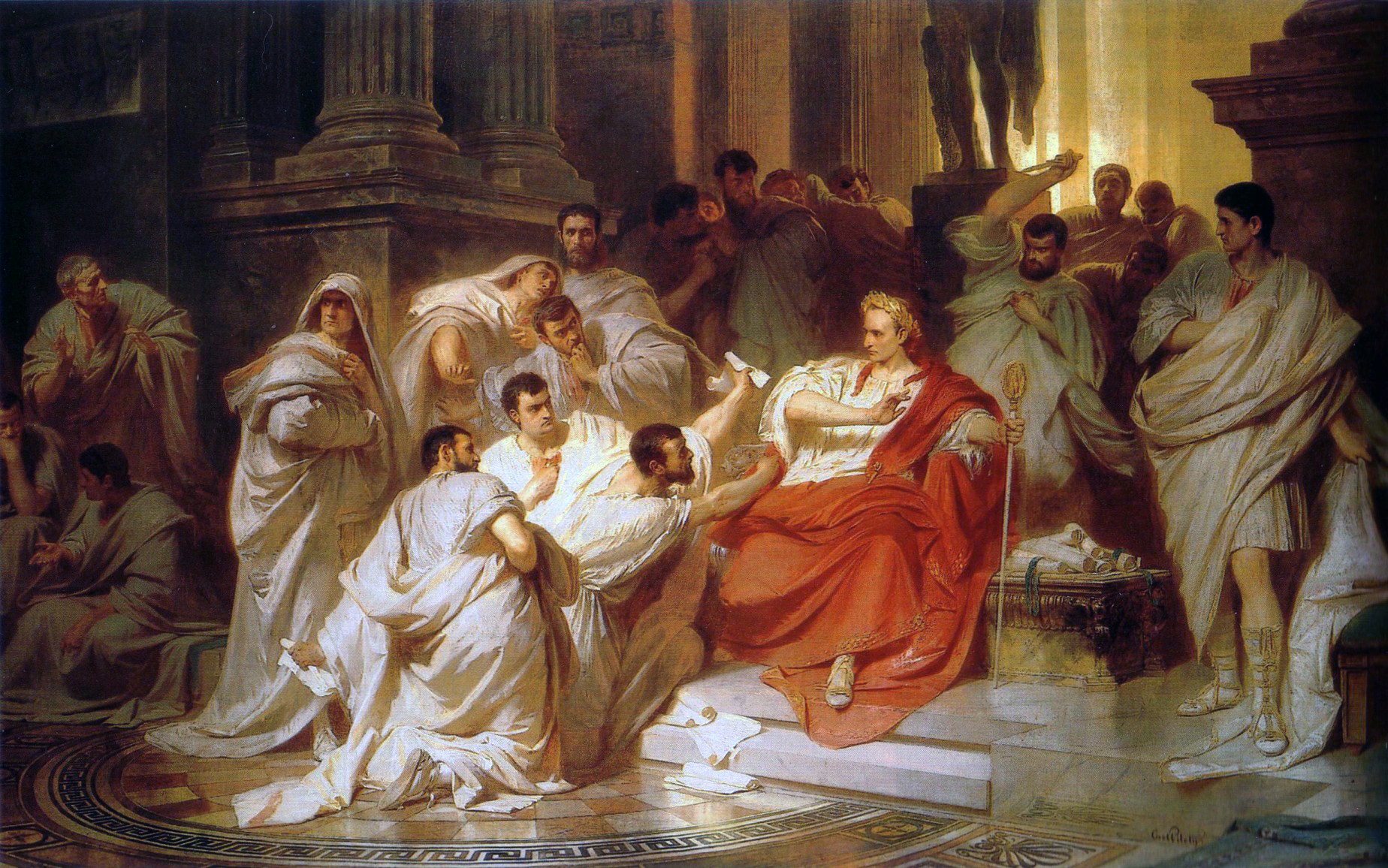
카를 폰 필로티의 카이사르의 살해, 1865년, 니더작센 주립 박물관
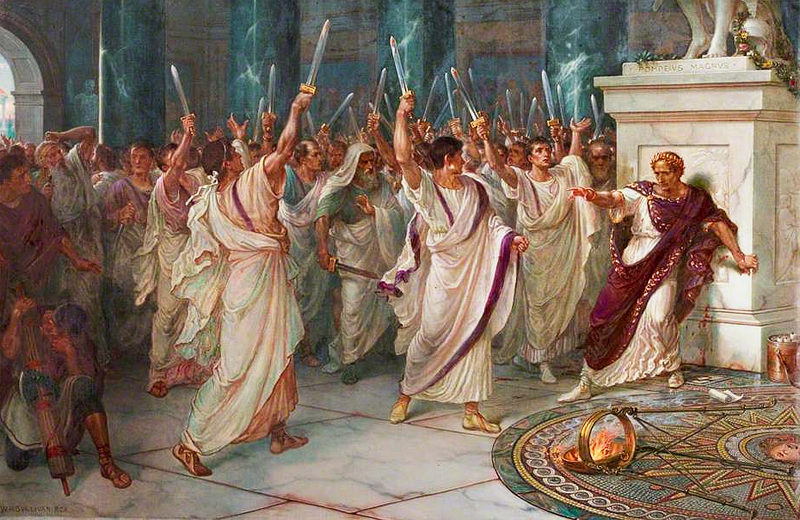
윌리엄 홈즈 설리번의 율리우스 카이사르 암살, c. 1888년, 로열 셰익스피어 극장
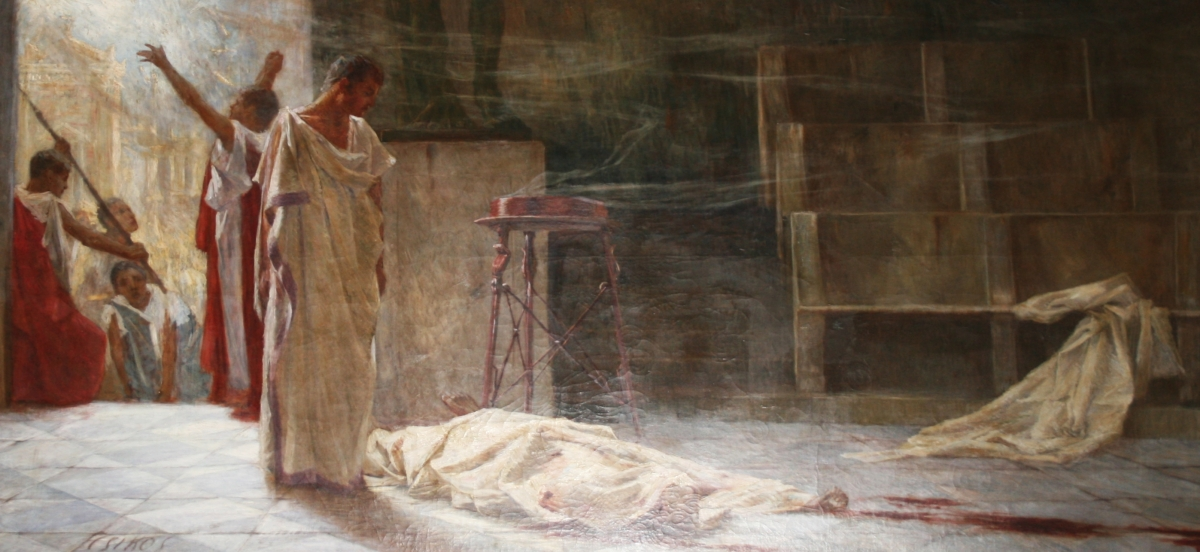
벨라 치코시 세시야가 1920년 이전에 그린, 죽은 카이사르 시신과 함께 있는 마르쿠스 안토니우스

## 유산과 미디어
카이사르 암살과 그에 따른 내전 이후, 이 음모를 둘러싼 수많은 소설, 연극, 영화가 제작되었으며, 그 중 가장 유명한 것은 윌리엄 셰익스피어의 1599년 희곡 줄리어스 시저였다.

### 영화 및 텔레비전
- 1914: 줄리어스 시저, 카이사르의 로마 귀환, 3월의 이데스, 그리고 내전에 초점을 맞춘 이탈리아 영화.
- 1950: 줄리어스 시저, 찰턴 헤스턴 주연.
- 1953: 윌리엄 셰익스피어의 줄리어스 시저, 셰익스피어 희곡의 영화 각색.
- 1954: "Rinse the Blood Off My Toga", 웨인 앤 슈스터의 코미디 스케치로, 희곡과 사건을 탐정 느와르 이야기로 재해석했다. 라디오에서 처음 공연되었고 이후 텔레비전에서 여러 번 재연되었다.
- 1970: 줄리어스 시저, 셰익스피어 희곡의 또 다른 영화 각색.
- 2002: 줄리어스 시저, 카이사르의 삶과 암살을 다룬 미니시리즈.
- 2005: 로마, HBO 드라마 시리즈로, 알레시아 공성전부터 옥타비아누스의 부상까지의 사건에 초점을 맞춘다.

## 같이 보기
- 악타 카이사리스
- 알렉산드로스 대왕의 죽음
- 클레오파트라의 죽음
- 윌리엄 셰익스피어의 희곡 줄리어스 시저
- 암살되거나 처형된 국가 및 정부 수반 목록
- 손턴 와일더의 소설 3월의 이데스
- 카이사르의 왕좌, 스티븐 세일러의 소설
- 배반자와 영웅의 테마, 호르헤 루이스 보르헤스의 단편 소설

## 내용주
1. ↑  영미권에서 가장 잘 알려진 버전은 라틴어 문구 "Et tu, Brute?"("브루투스, 너마저?")이다.[63][64] 이는 윌리엄 셰익스피어의 줄리어스 시저(1599)에서 유래하며, 실제로는 혼성 문구의 전반부를 이룬다: "Et tu, Brute? Then fall, Caesar."

## 참고 자료
- J. A. Crook, 앤드루 린토트, 엘리자베스 로슨 (편집), 캠브리지 고대사', Volume IX, The Last Age of the Roman Republic, 케임브리지 대학교 출판부, 1992.
- Balsdon, J.P.V.D. (1958). 《The Ides of March》. 《Historia: Zeitschrift für Alte Geschichte》 7. 80–94쪽. JSTOR 4434559.
- Drumann, W. (1906).  P. Groebe, 편집. 《Geschichte Roms in seinem Uebergange von der republikanischen zur monarchischen Verfassung, oder: Pompeius, Caesar, Cicero und ihre Zeitgenossen》 (독일어) 3 2판. Leipzig: Berlin, Gebr£uder Borntraeger.
- Epstein, David F. (1987). 《Caesar's Personal Enemies on the Ides of March》. 《Latomus》 46. 566–570쪽. ISSN 0023-8856. JSTOR 41540686.
- Horsfall, Nicholas (1974). 《The Ides of March: Some New Problems》. 《Greece & Rome》 21. 191–199쪽. doi:10.1017/S0017383500022397. ISSN 0017-3835. S2CID 161450088.
- Parenti, Michael (2004). 《The assassination of Julius Caesar : a people's history of Ancient Rome》. New Press. ISBN 1-56584-942-6. OCLC 56643456.
- Smith, R.E. (1957). 《The Conspiracy and the Conspirators》. 《Greece & Rome》 4. 58–70쪽. doi:10.1017/S0017383500015734. ISSN 0017-3835. S2CID 159706303.
- Strauss, Barry S. (2015). 《The death of Caesar : the story of history's most famous assassination》. Simon & Schuster. ISBN 978-1-4516-6881-0. OCLC 913303337.
- Yavetz, Zvi (1974). 《Existimatio, Fama, and the Ides of March》. 《Harvard Studies in Classical Philology》 78. 35–65쪽. doi:10.2307/311200. JSTOR 311200.
- Dando-Collins, Stephen (2010). 《The Ides: Caesar's Murder and the War for Rome》. Wiley. ISBN 978-0470425237.

## 관련 문헌
- Sheldon, Rose Mary. Kill Caesar!: Assassination in the Early Roman Empire. Rowman & Littlefield, 2018. [{{{설명}}}]